# Charles Nordmann
Pour les articles homonymes, voir Nordmann.
Charles Nordmann, né le 18 mai 1881 à Saint-Imier en Suisse et mort le 28 août 1940 à Paris est un astronome français.

## Biographie
Recruté par le directeur de l’observatoire de Nice, Henri Perrotin, il cherche à détecter les ondes radio émises par le Soleil. Il mène son expérience sur les pentes du Mont Blanc (Alpes françaises), à 3100 mètres d'altitude, au mois de septembre 1901. Il effectue ces mesures pendant une période d'activité solaire minimum, et les résultats sont négatifs. Il présente le 13 juin 1903 devant la Faculté des Sciences de Paris sa thèse de doctorat dont le titre est : « Essai sur le rôle des ondes hertziennes en astronomie physique et sur diverses questions qui s'y rattachent ». Le jury est présidé par Henri Poincaré. Charles Nordmann décrit l’expérience négative du Mont Blanc, tout en considérant comme « infiniment probable l'émission par le Soleil d'ondes électriques ».
Il part ensuite pour l'observatoire de Paris, où il imagine et met en œuvre une nouvelle méthode de photométrie hétérochromatique (ou multicolore) pour l'étude des étoiles variables.
Pendant la première Guerre mondiale, Charles Nordmann sert sous les ordres du colonel Robert Nivelle sur le front d'Alsace. À la demande de son supérieur, il travaille ensuite à mettre au point une méthode de repérage par le son des batteries ennemies. Il a publié ses mémoires de guerre sous le titre : À coups de canons en 1917.
Charles Nordmann contribue activement, par des articles de vulgarisation scientifique, dans de nombreuses publications, y compris La Revue parisienne, Le Matin et surtout la Revue des Deux Mondes.
Il a travaillé aux côtés de Rodolphe Berthon, inventeur du procédé cinématographique Keller-Dorian en couleurs.

## Ouvrages
- L'au-delà face au problème de l'immortalité (1928) Hachette
- L'au-delà, face au problème de l'immortalité (1927)
- Notre maître le temps, les astres et les heures, Einstein ou Bergson ? (1924), Hachette
- Le royaume des cieux. un peu du secret des étoiles (1923), Hachette
- Einstein et l'univers, une lueur dans le mystère des choses, (1921) Hachette
- Einstein expose et discute sa théorie (1922)
- À coups de canon. Notes d'un combattant. (1917)
- Henri Poincaré. Son œuvre scientifique - sa philosophie (1912)